# スカイ・チャン

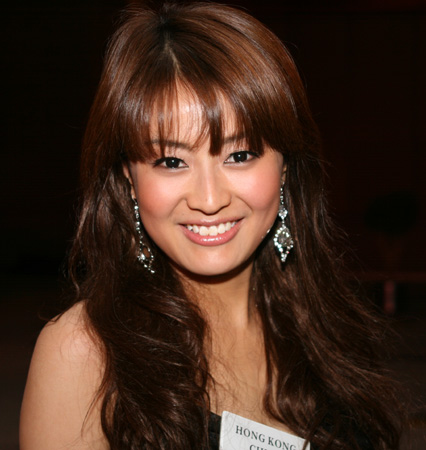
スカイ・チャン

スカイ・チャン（中国語: 陳倩揚、1983年10月13日 ‐ ）は、2008年にミス・香港に選ばれた女性。南アフリカのヨハネスブルクで開催されたミス・ワールド2008にも出場した。また、香港の代表としてミス・インターナシュナル・チャイニーズ2009にも出場し、クリスティーナ・クオに次ぐ準グランプリとなった。
香港中文大学では日本研究学科に通っていたため、日本語に堪能であり、航空会社の客室乗務員として働いていた。2009年の札幌雪まつりでは来日を果たしており、開会式に出席したり、市長の元を訪れるなどして香港をPRした。